# وجبة عشاء

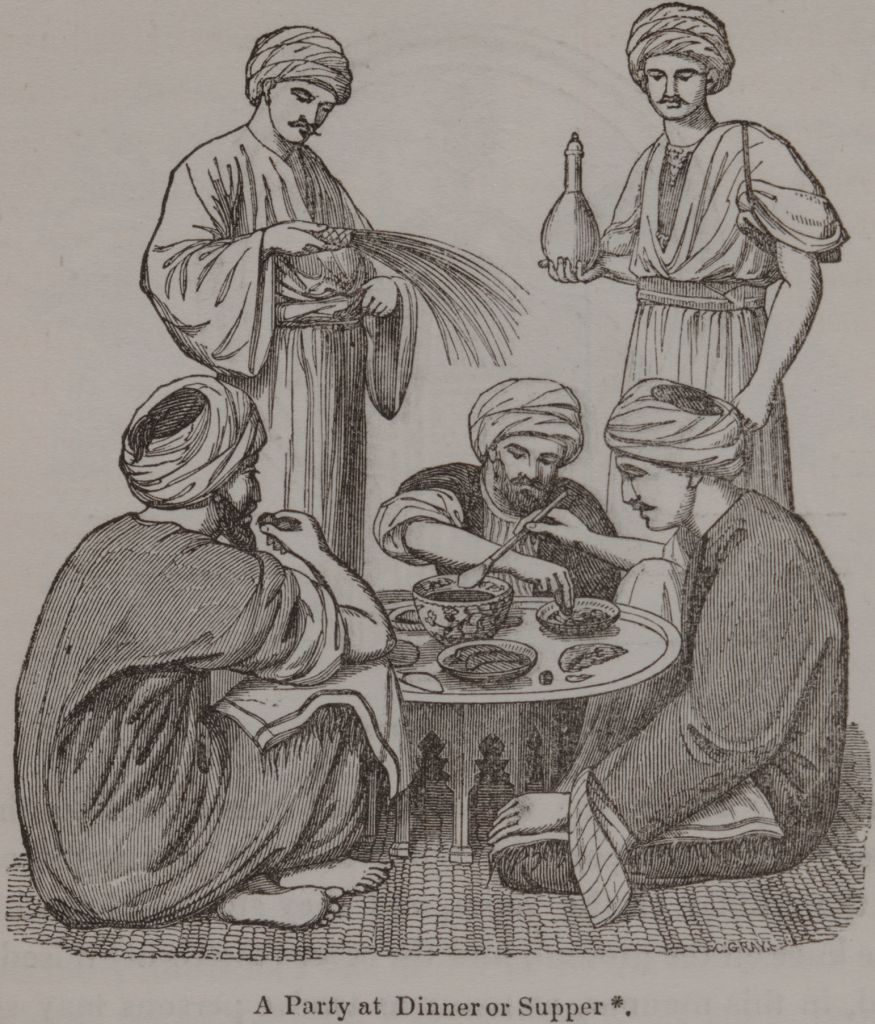
وجبة عشاء مصرية - 1836م

وَجبَة العَشاء واحدةٌ من الوَجَبَاتِ الثَّلاثِ الرئيسِيَّةِ في اليوم. تختلفُ الوجباتُ باختلافِ المكانِ والزَّمَانِ ومِنها وَجبَةُ العَشَاء.

## العشاء الرسمي
ويَدُلُّ «العَشاء» في بعضِ الأحيانِ على وَجبةٍ رَسْميةٍ يرتدي فيها الحضورُ ملابس رسمية ويتناولون الطعامَ مقدمًا في مجموعةٍ متنوعةٍ من أواني الطعام. وغالبًا ما تنقسِم وجباتُ العشاءِ إلى ثلاثةِ أقسام:
- مشهيات أو مقبلات تتألف من أطعمةٍ مثل الحساءِ والسَّلَطَةِ وما إلى ذلك.
- يعقُبها الطبق الرئيسي.
- ثم الطبق الحلْو.

وأخيرًا قد يُقدم الشايُ والقهوة.